# آلتوتينغ
آلتوتيغ (بالألمانية: Altötting) هي بلدة ألمانية تقع في ألمانيا في آلتوتينغ.[بحاجة لمصدر]

## المدن التوأمة
مدن لورد (فرنسا)، فاطمة (مدينة)، Loreto، تشيستوخوفا، Mariazell و بشيبرام هي مدن توأمة لـآلتوتيغ.

## أعلام
- هانز كريستيان شميد
- لودفيش الطفل
- باول أوغستين ماير
- كارلومان من بافاريا
- لودفيغ الأول ملك بافاريا
- جوليان بولرسبك
- ريتشارد نيوديكير